# هورنی لومنا
هورنی لومنا (به چکی: Horní Lomná) یک منطقهٔ مسکونی در جمهوری چک است که در ناحیه فریدک-میستک واقع شده‌است. هورنی لومنا ۲۴٫۶۶ کیلومتر مربع مساحت و ۳۵۹ نفر جمعیت دارد و ۵۹۵ متر بالاتر از سطح دریا واقع شده‌است.